# Angriff auf Kravica (1993)
Der Angriff auf Kravica ereignete sich während des Bosnienkrieges am 7. Januar 1993, dem serbisch-orthodoxen Weihnachtsfest und von bosnischen Regierungstruppen unter Leitung von Naser Orić durchgeführt. Dabei kam es zum Massenmord an der serbischen Bevölkerung des Dorfes Kravica.

## Verlauf
Das von Serben bewohnte Dorf Kravica liegt in unmittelbarer Nähe von Bratunac bei Srebrenica im östlichen Teil von Bosnien und Herzegowina an der Verbindungsstraße von Bratunac in Richtung Vlasenica.
Am 7. Januar 1993, dem serbisch-orthodoxen Weihnachten, wurde das Dorf von Einheiten der bosnischen Armee unter Führung von Naser Orić angegriffen. Die bosnischen Soldaten (alle Bosniaken) entstammten mehreren Dörfern der Enklave Srebrenica. Als Angriffsdatum wurde bewusst der Weihnachtstag ausgesucht. Dabei wurden 49 Serben getötet, bis zu 86 wurden schwer verletzt und 5 gelten bis heute noch als vermisst. Das jüngste Opfer, Vladimir Gajić, war vier Jahre alt und Novica Bogičević 14. Mara Božić war mit ihren 84 Jahren die Älteste. Das Dorf wurde schließlich geplündert, 688 serbische Häuser wurden in Brand gesetzt, die serbisch-orthodoxe Kirche dem Erdboden gleichgemacht sowie Gräber geschändet. Um die 30 Orte um Kravica wurden ebenso in Brand gesetzt, mehr als 1000 Zivilisten flohen und fanden Schutz in Serbien.

## Anklage
Bis jetzt wurde nur gegen Naser Orić ermittelt. Er hatte später gestanden, bei dem Angriff das Kommando gehabt zu haben. Er wurde am 28. März 2003 vom Haager Tribunal in mehreren Punkten verurteilt, darunter für die Zerstörung von Eigentum der Bewohner von Kravica. Am 30. Juni 2006 wurde er zu zwei Jahren Haft verurteilt. 
Im darauf folgendem Berufungsverfahren wurde der bosnische Kommandeur von allen Anklagepunkten freigesprochen.